# Falterstraße 9 (Dettelbach)

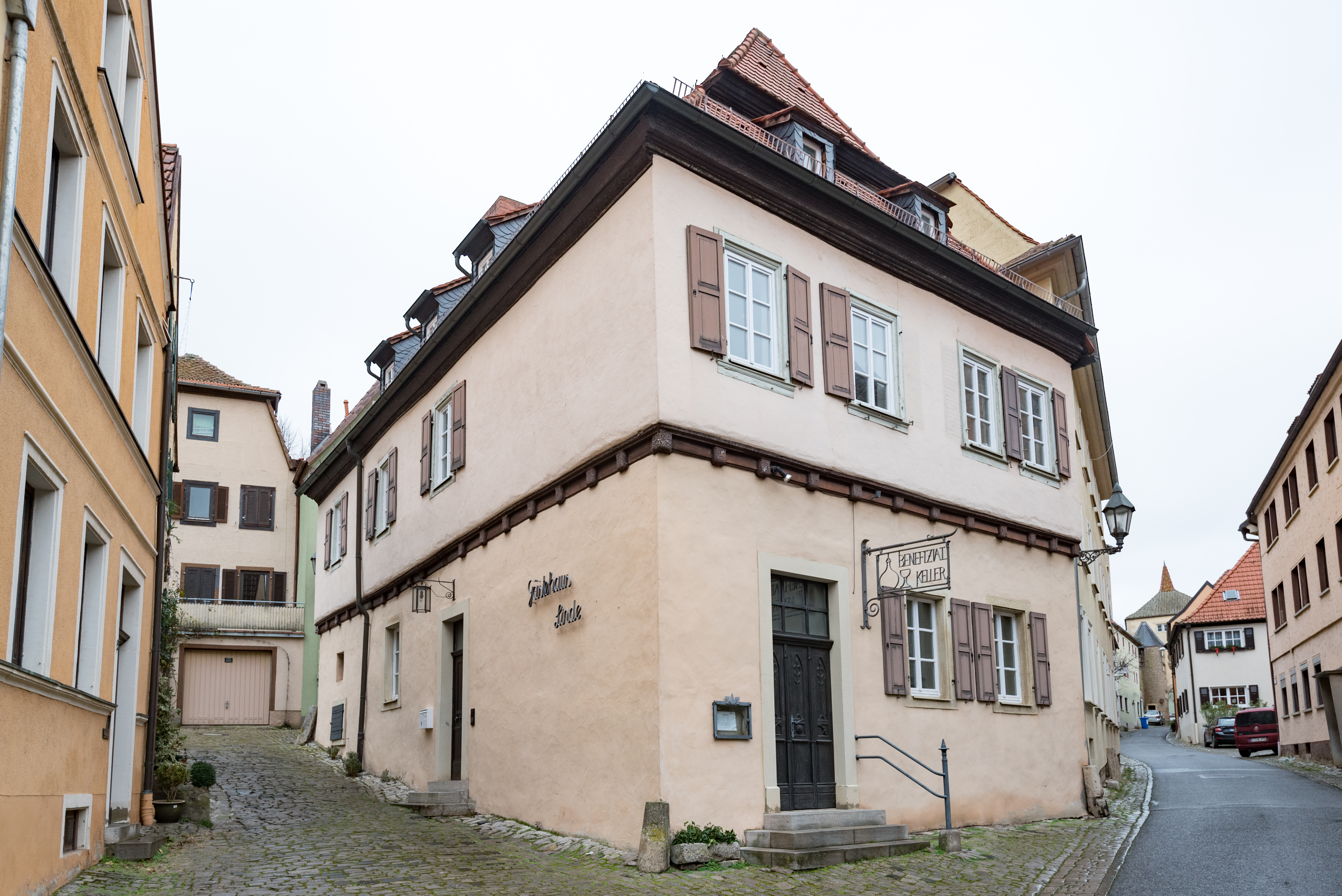
Das Haus in der Falterstraße 9

Das Haus Falterstraße 9 (auch Benefiziatenhaus, früher Hausnummer 16) ist ein denkmalgeschütztes Gebäude in der östlichen Altstadt des unterfränkischen Dettelbach. Das Haus gehört zu den ältesten Bauten im mittelalterlichen Stadtkern, wie dendrochronologische Untersuchungen nahelegen.

## Geschichte
Das Haus Falterstraße 9 wurde wohl schon vor der Stadterhebung Dettelbachs errichtet. Dendrochronologische Untersuchungen, die während einer Renovierung im Jahr 1984 vorgenommen wurden, verweisen auf die Jahre 1471 und 1473. Wahrscheinlich wurden die Hölzer dann 1478 in das Gebäude eingebaut. Damit entstand das Haus im Kern etwa zeitgleich mit dem ältesten, erhaltenen Wohnhaus der Dettelbacher Altstadt, dem Baumannschen Haus am Markt. Die spätgotischen Elemente sind insbesondere noch im Obergeschoss ablesbar.
Erstmals urkundlich erwähnt wurde das Anwesen im Jahr 1516. Damals gehörte es zur Verfügungsmasse der sogenannten Katharinenstiftung. „Eine Behausung bei dem Pfarrhof“ wurde das Haus genannt. Der Pachterlös sollte nach dem Willen des Stifters Georg Weber der Entlohnung eines Benefiziaten zugutekommen. Die Benefiziaten bewohnten in der Folgezeit auch das Haus. So ist 1574 ein Rechtsstreit mit Johann Rottenbucher nachgewiesen, der nicht bereit war, seine Steuern an die Stadt zu entrichten. 
Im Haus lebten auch andere Bewohner. 1903 wurde der Stadtschreiber Lorenz Wolf als Mieter erwähnt. Zeitweise war das städtische Anwesen auch Sitz des Dettelbacher Notariats. Die Katharinenstiftung profitierte noch bis in die 1930er Jahre von den Pachterlösen. Als letzter Benefiziat verstarb 1938 Stefan Büttner im Haus. Heute wird das Haus an Privatpersonen vermietet. Das Bayerisches Landesamt für Denkmalpflege ordnet es als Baudenkmal ein, untertägige Reste von Vorgängerbauten werden als Bodendenkmal geführt. Daneben bildet das Haus einen Teil des Ensembles Altstadt Dettelbach.

## Beschreibung
Das Haus präsentiert sich als zweigeschossiger Eckbau, der in Richtung der Dettelbacher Kirchenzinne ausgerichtet ist. Es schließt mit einem Walmdach ab. Besonders alt ist das vorkragende Obergeschoss. Es wurde in Fachwerkbauweise errichtet, das Fachwerk ist heute allerdings unter einer Putzschicht verborgen. Im 18. Jahrhundert erfuhr das spätgotische Anwesen eine umfassende Umgestaltung. Damals erhielt das Haus die heute noch vorhandenen Fenster mit den gekehlten Rahmungen. Ebenso wurde zu das Dach im Stil des Barock zu einem Walmdach umgewandelt.